# Johann Jacob Paul Moldenhawer
Johann Jacob Paul Moldenhawer, född 11 februari 1766 i Hamburg, död 22 augusti 1827 i Kiel, var en tysk botanist, bror till Daniel Gotthilf Moldenhawer. Auktorsnamnet Moldenh. kan användas för Johann Jacob Paul Moldenhawer i samband med ett vetenskapligt namn inom botaniken; se Wikipediaartiklar som länkar till auktorsnamnet.
Moldenhawer, som var extra ordinarie professor vid Kiels universitet, var en av dem som i början av 1800-talet nydanade växtanatomin. Hans stora arbete Beiträge zur Anatomie der Pflanzen (1812) innehåller intressanta iakttagelser och för vetenskapen avgörande upptäckter i växternas mikroskopiska byggnad.